# Oosterheemtracé

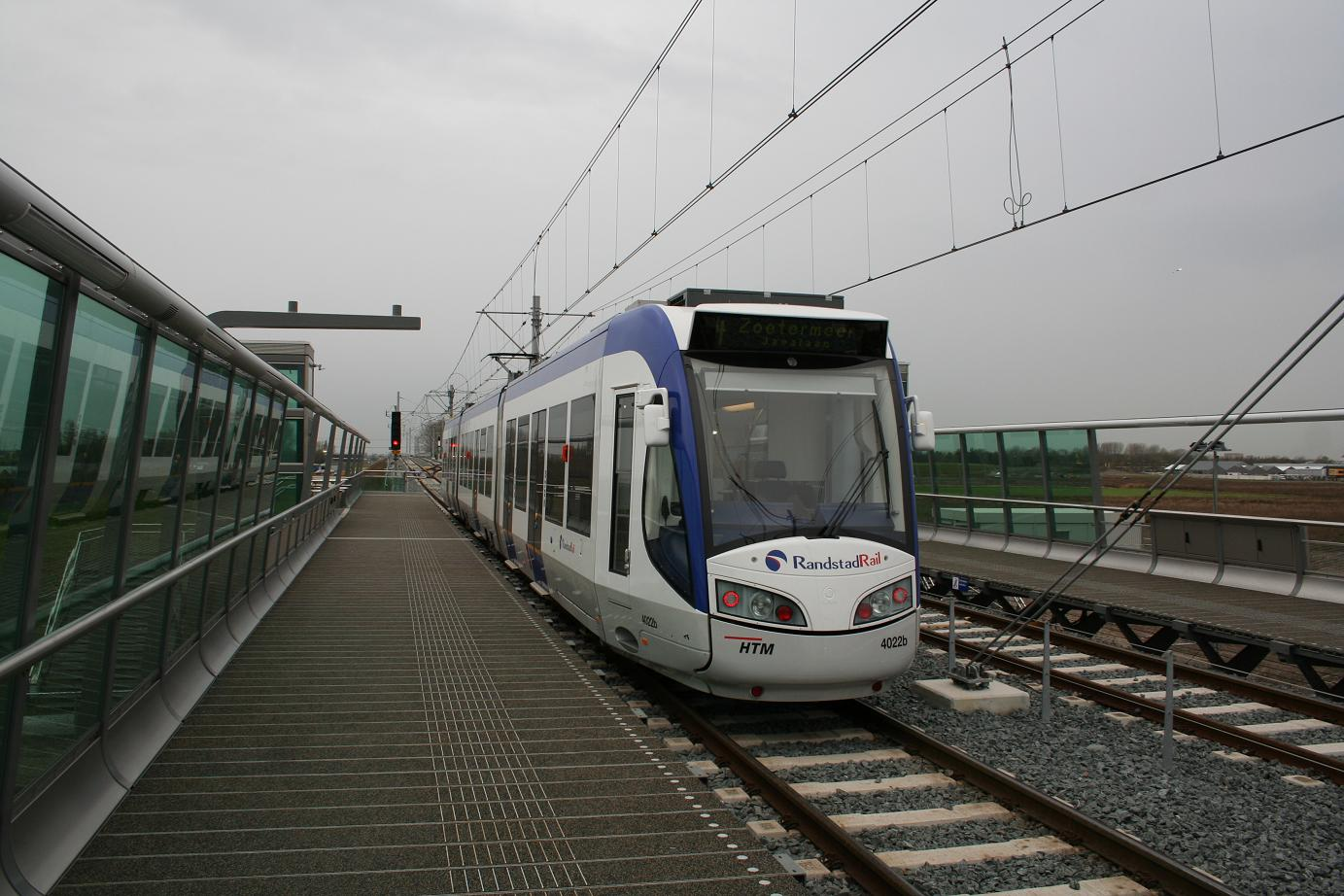
RandstadRail 4 bij de halte Javalaan in Zoetermeer Oosterheem.

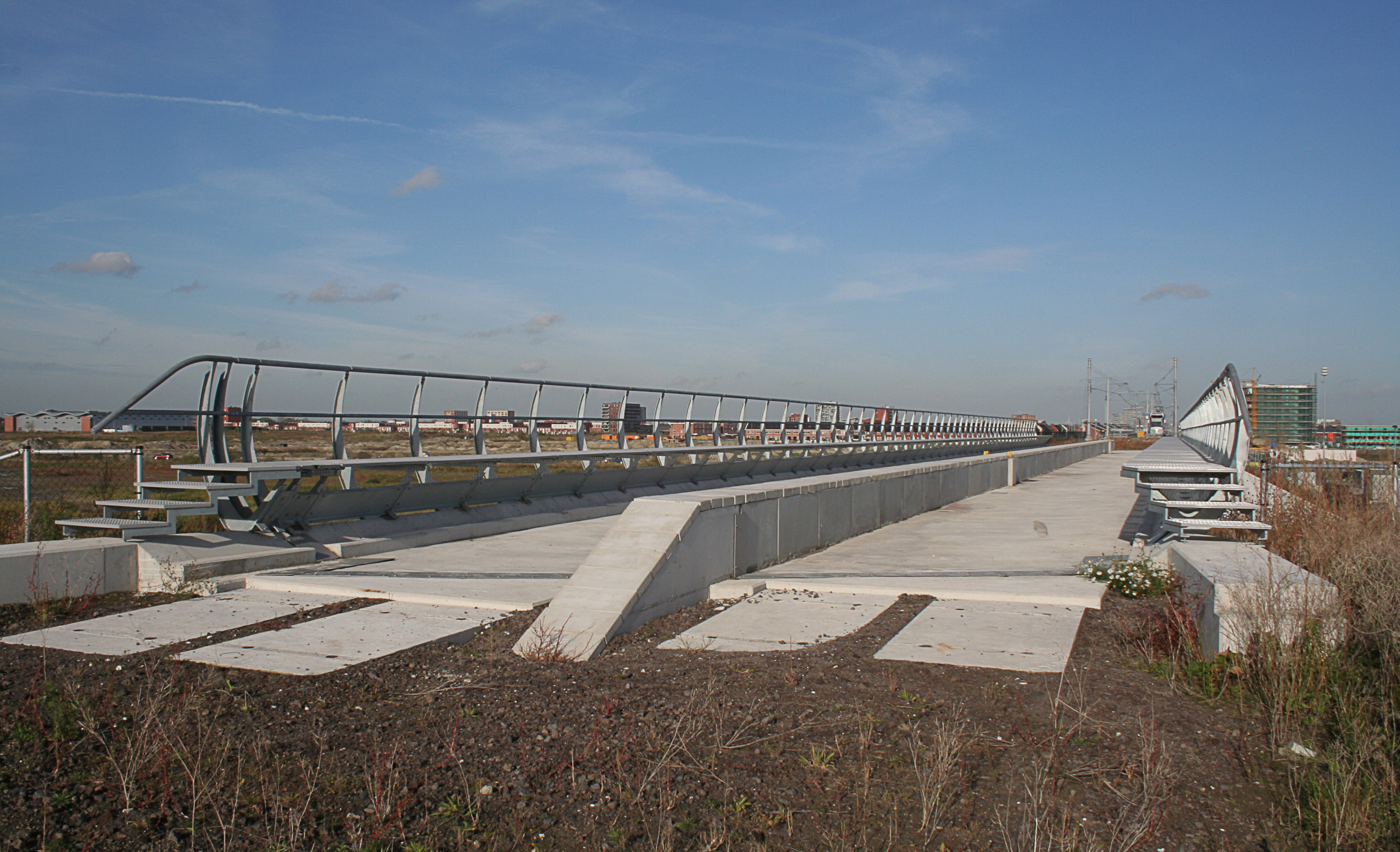
Als eerste stap naar de verlenging van RandstadRail 4 naar station Lansingerland-Zoetermeer is dit viaduct aangelegd dat ligt in het verlengde van het traject vanaf de Javalaan.

Het Oosterheemtracé is een 5 km lange aftakking van de Zoetermeer Stadslijn bij halte Seghwaert en die een verbinding vormt met de wijk Oosterheem.

## Tracé
De aanleg was onderdeel van het project RandstadRail waarbij de Zoetermeer Stadslijn werd omgebouwd tot tramlijn. Het Oosterheemtracé (het gedeelte tussen Seghwaert en Javalaan) werd op 29 oktober 2006 in gebruik genomen voor RandstadRail 4, maar na ontsporingen op een ander trajectdeel van RandstadRail op 29 november 2006 werd de exploitatie stilgelegd. Pas op 8 oktober 2007 werd de lijn weer in gebruik genomen, na een lange periode van testen.
Aan het tracé liggen tegenwoordig vijf haltes: Willem Dreeslaan, Oosterheem, Javalaan, Van Tuyllpark en de eindhalte station Lansingerland-Zoetermeer. Het tracé ligt gedeeltelijk op een dijklichaam, maar voor het grootste gedeelte op een viaduct en loopt midden door de wijk. De perrons zijn vanaf de straat bereikbaar via trappen of met een lift (bij het Van Tuyllpark via trappen en hellingbanen in plaats van de lift). Het eindpunt station Lansingerland-Zoetermeer bestaat uit een tweesporige halte met een eilandperron. Tussen station Lansingerland-Zoetermeer en het Van Tuyllpark liggen twee opstelsporen die door middel van hekken en beveiligingscamera's ontoegankelijk worden geacht voor graffitispuiters.

## Verlenging
Het viaduct aan de Australiëweg is onderdeel van de verlengde Oosterheemtracé naar het nieuwe station Lansingerland-Zoetermeer aan de spoorlijn Gouda - Den Haag op de grens van Lansingerland en Zoetermeer. Ook bij het Van Tuyllpark is een halte gebouwd, waardoor de huidige vrijetijdscomplexen in en rond het Kwadrant en het industrieterrein Prisma beter ontsloten worden. Het Bereikbaarheidsoffensief Randstad heeft een subsidie verstrekt voor deze verlenging. Deze verlenging kan worden gezien als de eerste fase van een railverbinding naar Rotterdam. Op 16 februari 2009 werd definitief tot aanleg besloten; het werk werd gegund in 2012.
In april en mei 2010 ontstond commotie toen ontdekt werd dat een hogedruk-CO2-leiding onbeschermd en bovendien in beschadigde staat onder de toekomstige verlengde Oosterheemtracé loopt. In eerdere risicomodellen van TNO en RIVM was een veiligheidszone rondom deze buis ingetekend van respectievelijk 180 m en 5 m aan weerszijden. Er is een onderzoek ingesteld naar de veiligheid van de leiding.
Het gehele Oosterheemtracé is voorbereid op de inzet van hogevloermaterieel, voor het geval dat de lijn ooit wordt doorgetrokken tot Rotterdam.
De ingebruikname van de verlenging vond plaats op 19 mei 2019.
De Uithof · 
Beresteinlaan ·
Bouwlustlaan ·
De Rade ·
Dedemsvaartweg ·
Zuidwoldepad ·
Leyenburg ·
Monnickendamplein ·
Tienhovenselaan ·
Dierenselaan ·
De la Reyweg ·
Monstersestraat ·
HMC Westeinde ·
Brouwersgracht ·
Grote Markt ·
Spui ·
Centraal Station (NS) ·
Beatrixkwartier ·
Laan van NOI (NS) ·
Voorburg 't Loo ·
Leidschendam-Voorburg ·
Forepark ·
Leidschenveen ·
Voorweg Laag ·
Centrum-West ·
Stadhuis ·
Palenstein ·
Seghwaert ·
Willem Dreeslaan ·
Oosterheem ·
Javalaan ·
Van Tuyllpark ·
Lansingerland-Zoetermeer (NS)